# Same Heart
Same Heart ist ein Lied der israelischen Sängerin Mei Feingold.

## Hintergrund
Die Sängerin wurde intern ausgewählt, über das Lied durften die israelischen Zuschauern abstimmen. Im zweiten Semi-Finale des Eurovision Song Contests schaffte es Feingold mit 19 Punkten und dem vorletzten Platz trotz ihrer Favoritenrolle nicht ins Finale.
Das Lied ist eine Poprock-Nummer mit einem stampfenden Beat und wird von Mei Feingold auf Englisch und die zweite Strophe und der Refrain auf Hebräisch vorgetragen. Sie bekam sechs Punkte aus Griechenland, fünf Punkte aus Mazedonien, drei Punkte aus Finnland, zwei Punkte aus Deutschland und Belarus und ein Punkt aus Rumänien.